# Charles Méray

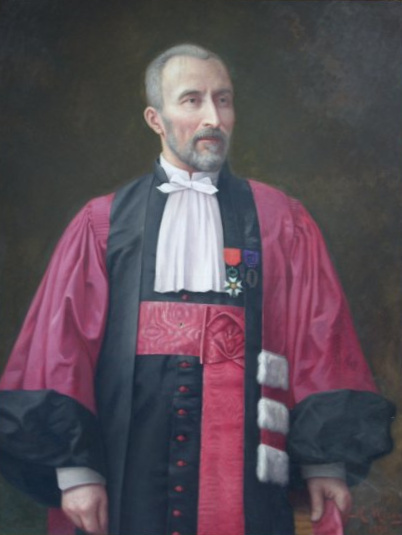
Charles Méray

Hugues Charles Robert Méray (* 12. November 1835 in Chalon-sur-Saône; † 2. Februar 1911 in Dijon) war ein französischer Mathematiker.

## Leben
Méray studierte 1854 bis 1857 an der École normale supérieure in Paris und war dann Gymnasiallehrer in St. Quentin. Ab 1859 unterbrach er seine Lehrtätigkeit und lebte sieben Jahre in  seinem Heimatort Chalon-sur-Saône. Ab 1866 lehrte er an der Universität Dijon, wo er Professor für Mathematik wurde und den Rest seiner Karriere blieb.
Méray befasste sich mit Grundlagen der Mathematik und Analysis zu einer Zeit, als dies in Frankreich kaum verfolgt wurde und deshalb auch wenig Beachtung fand. Er gab 1869 die erste strenge Behandlung der Arithmetik irrationaler Zahlen, noch vor Richard Dedekind (Stetigkeit und irrationale Zahlen 1872) und Georg Cantor (1871). Seine Arbeiten, in denen er an Joseph-Louis Lagrange anknüpft und in denen er vor Cantor Fundamentalfolgen einführt, wurden erst später gewürdigt. Seiner ersten Arbeit folgten weitere zur strengen Begründung der Analysis (ähnlich wie etwa zur selben Zeit Karl Weierstraß in Deutschland), insbesondere sein Buch Nouveau précis d'analyse infinitésimale von 1872.
Seit 1900 bis zu seinem Tod setzte sich Méray für die Einführung von Esperanto in die wissenschaftliche Welt ein und trug 1901 sein Anliegen der französischen Akademie der Wissenschaften vor. Er gewann zahlreiche Unterstützer aus dem akademischen Umfeld, u. a. den Rektor der Universität Dijon, Émile Boirac. Gemeinsam mit diesem wurde er 1905 in das neugegründete Lingva Komitato, dem Vorläufer der Esperanto-Akademie berufen. Seit dem 11. Dezember 1899 war er korrespondierendes Mitglied der Académie des sciences in Paris.